# Kore Phrasikleia

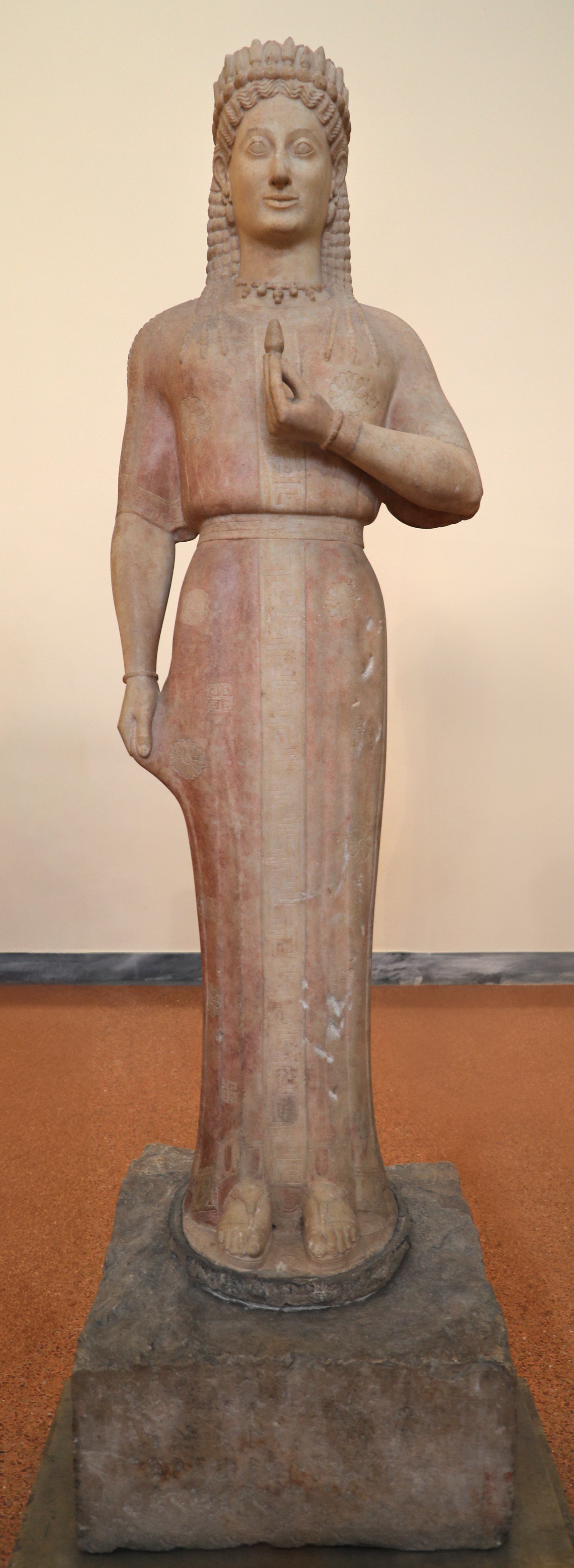
Die Kore Phrasikleia im Nationalmuseum in Athen

Die Kore Phrasikleia (altgriechisch κόρη Φρασίκλεια) ist eine archaische Koren-Statue des Künstlers Aristion von Paros und wurde zwischen 550 und 540 v. Chr. geschaffen. Sie stand auf einem Grab bei dem griechischen Ort Myrrhinous in Attika. Wegen ihres außerordentlich guten Erhaltungszustands zählt sie zu den wichtigsten archaischen Kunstwerken.

## Entdeckung
Michel Fourmont, der 1729 bis 1730 Griechenland bereiste, berichtete von einem beschrifteten Marmorblock, der in der Panagia-Kirche von Merenda verbaut war. Die Inschrift war vor der Verwendung in der Kirche unleserlich gemacht worden, konnte aber rekonstruiert werden.
Frontinschrift in Epigrammform:
| σε̑μα Φρασικλείας κόρε κεκλέσομαι αἰεί, ἀντὶ γάμο παρὰ θεο̑ν τοῦτο λαχο̑σ’ ὄνομα | Ich, das Grabmal der Phrasikleia, soll ‚Kore‘ [Mädchen] gerufen werden immerdar, / anstatt Heirat von den Göttern habe ich diesen Namen erhalten |

Linke Seite oben:
| Ἀριστίον ∶ Πάρι[ός μ’ ἐπ]ο[ίε]σ̣ε | Aristion von Paros hat mich gemacht |

1968 wurde der Block entfernt und in das Epigraphische Museum von Athen gebracht. Vier Jahre später entdeckte der Archäologe Efthymios Mastrokostas an der Gräberstraße von Myrrhinous zwei Marmorstatuen, einen Kouros und eine Kore, die offensichtlich zusammen gehörten. Man erinnerte sich sofort an den beschrifteten Sockel, der sich in der nur 200 Meter entfernten Kirche befunden hatte. An der Unterseite der Statuen befand sich ein Bleiklumpen, mit dem man sie einst an ihrem Sockel befestigt hatte. Anhand dieses Bleiklumpens, der genau in die Einsparung des beschrifteten Marmorblocks passte, konnte die Zugehörigkeit eindeutig bewiesen werden. Die Statue mit der Inventarnummer 4889 befindet sich heute im Archäologischen Nationalmuseum von Athen und ist in Raum 11 ausgestellt.

## Beschreibung

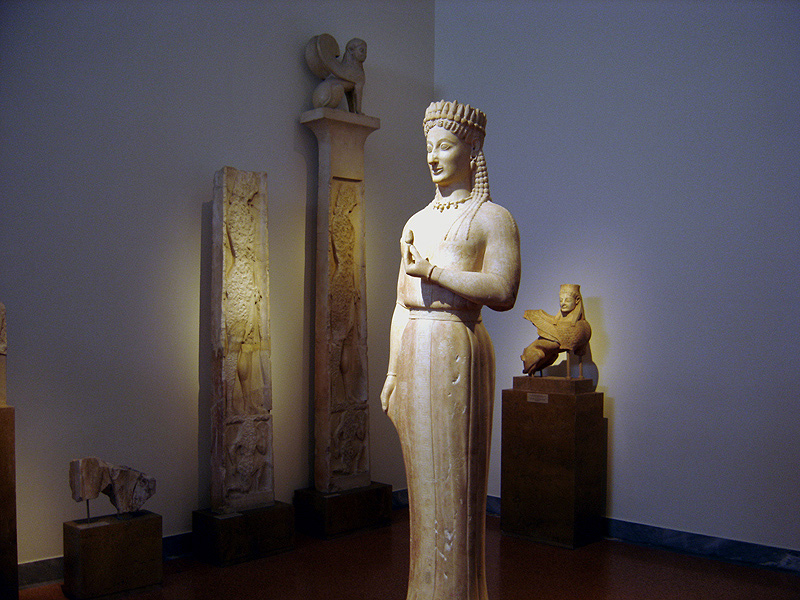
Die Kore Phrasikleia in der aktuellen Aufstellung

Die frontal zu betrachtende Statue aus Parischem Marmor hat mit Basis und Plinthe eine Höhe von 2,115 Meter und steht auf einem 26 Zentimeter hohen Sockel. Ohne Basis hat die Skulptur eine Höhe von 1,79 Meter und ist damit in etwa lebensgroß. Wie die Inschrift andeutet, handelt es sich um eine junge Frau, die unverheiratet starb und deshalb ewig als Mädchen bezeichnet werden soll. Sie steht aufrecht und trägt einen körperlangen Chiton, der mit Rosetten, Sternen und Swastiken verziert ist, an der Körperfront verläuft ein breites, mit Mäandern verziertes Band von oben nach unten. Ganz unten ist das Gewand mit farbigen Blattornamenten verziert. Um die Hüften trägt sie einen verzierten Gürtel. Der vordere Teil ihrer Füße und ihre Sandalen sind sichtbar. Ihren rechten Arm lässt sie nach unten hängen und hält mit der Hand den Chiton fest.
Der linke Arm ist vor der Brust angewinkelt und in der Hand hält sie eine noch geschlossene Lotosblüte. Auf dem Kopf trägt sie einen hohen Blumenkranz, der zum Teil aus Lotos besteht. Um den Hals eine Kette, in den Ohren Ohrringe und an jedem Arm einen Armreif. Die langen, aufwändig gestalteten lockigen und vielsträhnigen Haare fallen zum Teil hinter dem Rücken, zum Teil nach vorn von den Schultern bis zur Brust herunter. Auf dem Kopf sind die Haare gewellt, nicht geflochten. Man kann Reste der einstigen Bemalung erkennen. Am Chiton findet sich an mehreren Stellen rote Farbe. In der Ausstellung Bunte Götter, die im Liebieghaus in Frankfurt 2008/09 stattfand, wurde die Bemalung rekonstruiert.